# Lista odcinków serialu Czterdziestolatek
Lista zawiera opis odcinków polskiego serialu Czterdziestolatek, emitowanego w TVP1 w latach 1975–1978.

## Lista odcinków
| № | Nr | Tytuł                                            | Premiera w Polsce (TVP1) |
| --- | -- | ------------------------------------------------ | ------------------------ |
| 1 | 1  | Toast, czyli bliżej niż dalej                    | 16 maja 1975             |
| Inżynier Stefan Karwowski świętuje swoje czterdzieste urodziny. Jest on ojcem dwójki dzieci (Jagody i Marka), żonaty jest z Magdą, która pracuje jako laborantka. Na urodziny nie dociera przyjaciel rodziny, Karol (Leonard Pietraszak), którego obowiązki zatrzymują w pracy. Inżynier Karwowski widzi jednak duchy osób, które odegrały dużą rolę w jego życiu, w tym kolegę z dzieciństwa, Piotrka (Krzysztof Sierocki). Piotrek przed końcem wojny utopił się w gliniance w wieku 9 lat. W wizji Stefana pojawia się także między innymi Joasia (Joanna Szczepkowska), jego licealna miłość oraz Ziemia, dowódca plutonu (Wiesław Gołas). |    |                                                  |                          |
| 2 | 2  | Walka z nałogiem, czyli labirynt                 | 23 maja 1975             |
| Inżynier Karwowski ma za sobą nieudany dzień, przez rozkojarzenie dostaje mandat od milicjanta (Jerzy Turek) oraz zostaje pobity przez sąsiadów, którzy biorą go za pracownika administracji. Wieczorem dowiaduje się z telewizji, iż dym tytoniowy źle wpływa na myszy, w związku z tym inżynier postanawia rzucić palenie z dnia na dzień. Magda dowiaduje się w pracy od koleżanek, iż podczas rzucania palenia jej mąż będzie nieznośny, co okazuje się być prawdą. Stefan irytuje się o byle drobiazg oraz przybiera na wadze. Ostatecznie nie udaje mu się rzucić palenia, po tym jak jego mieszkanie zostaje zalane przez sąsiada, co powoduje u niego załamanie nerwowe. |    |                                                  |                          |
| 3 | 3  | Wpadnij kiedy zechcesz, czyli bodźce stępione    | 30 maja 1975             |
| Inżynier Karwowski udaje się do gabinetu swojego przyjaciela Karola i skarży się na swoje libido. Podczas wizyty inżynier poznaje atrakcyjną, młodą pielęgniarkę (Hanna Orsztynowicz), która zmienia jego patrzenie na świat. Kobieta posiada psa o imieniu Agata, którego pewnego dnia wyprowadza Stefan wraz z innym znajomym pielęgniarki – Benkiem (Krzysztof Kowalewski). Karwowski zostaje zauważony przez Gajnego, który donosi Magdzie, iż widział jej męża z czworonogiem. Zrozpaczona Magda radzi się Kobiety Pracującej, a następnie postanawia spakować siebie i dzieci oraz się wyprowadzić. Postawiony pod ścianą Karwowski oświadcza żonie, iż ją kocha, a następnie zrywa znajomość z pielęgniarką. |    |                                                  |                          |
| 4 | 4  | Portret, czyli jak być kochanym                  | 7 czerwca 1975           |
| Na odcinku budowy Trasy Łazienkowskiej pojawia się fotoreporter, który fotografuje Karwowskiego i jego pracowników. Po tym jak wizerunek Stefana ukazuje się w gazecie, spotyka się on z mieszanymi reakcjami, część osób obraża się na niego, za to iż się wywyższa, niektórzy zaś zwracają się do inżyniera z prośbami o „załatwienie spraw”. Nauczyciel Marka mści się na nim, będąc zazdrosnym o sukces jego ojca. |    |                                                  |                          |
| 5 | 5  | Kondycja fizyczna, czyli walka z metryką         | 13 czerwca 1975          |
| Inżyniera Karwowskiego odwiedza jego dawny kolega ze szkoły – „Dżuma”. Kolega informuje inżyniera, iż niebawem odbędzie się pogrzeb Mariana z ich dawnej klasy. Karwowski, pomimo iż nie pamięta Mariana, bierze udział w pogrzebie, a także zostaje wyznaczony do wygłoszenia laudacji. Pogrzeb kolegi dołuje Stefana i popycha do walki o własne zdrowie, postanawia się zapisać do klubu sportowego, trafia jednak do sekcji brydżowej, w której gracze siedzą w zadymionym od dymu papierosowego pomieszczeniu. Ostatecznie inżynier rozpoczyna treningi piłkarskie. Podczas uprawiania tego sportu zostaje kontuzjowany przez swojego pracownika – łamie nogę i zmuszony jest pozostać w domu przez kilka tygodni. Chorego Karwowskiego odwiedza „Dżuma” oraz Kobieta Pracująca. Marek irytuje swojego nauczyciela opowieścią o kontuzji ojca i zostaje wyrzucony z zajęć lekcyjnych. Po powrocie do pracy inżynier przenosi kolegę, który go sfaulował, na inny odcinek robót. |    |                                                  |                          |
| 6 | 6  | Włosy Flory, czyli labirynt                      | 20 czerwca 1975          |
| Inżynier Karwowski stwierdza, iż zaczyna łysieć. Od kolegi z pracy, inżyniera Beka (Bohdan Ejmont) dowiaduje się o „cudownej” specjalistce, Pani Florze (Hanna Skarżanka), która leczy łysienie. Karwowski zapisuje się do niej na wizytę, a następnie stosuje zaleconą kurację. Opowiada o Florze swoim zwierzchnikom. Ostatecznie zabiegom u Flory zamierza się poddać sam minister Zawodny. Karwowski kontaktuje ministra z Florą. Kobieta okazuje się być oszustką a skutki jej terapii powodują utratę włosów u Zawodnego. Zwierzchnicy zwalają winę za taki stan rzeczy na Stefana, wywołując u niego ogromny stres. |    |                                                  |                          |
| 7 | 7  | Judym, czyli czyn społeczny                      | 28 czerwca 1975          |
| Inżynier Karwowski i jego żona Magda zostają zbudzeni w środku nocy przez krzyki na klatce schodowej. Okazuje się, iż para naukowców przeprowadza eksperyment, badając reakcje ludzi na wołanie o pomoc. Stefan po rozmowie z naukowcami postanawia zacząć działać społecznie w komitecie blokowym. Zmusza dozorcę Walendziaka do założenia w piwnicy klubu lokatorskiego. Inżynier zaprasza swojego zwierzchnika dyrektora Wardowskiego by wygłosił przemówienie w klubie lokatorskim. Ostatecznie jednak inicjatywa upada ze względu na brak zainteresowania ze strony mieszkańców bloku. |    |                                                  |                          |
| 8 | 8  | Otwarcie trasy, czyli czas wolny                 | 25 listopada 1975        |
| Trasa Łazienkowska zostaje otwarta, w związku z czym pracownicy otrzymują czas wolny. Inżynier Karwowski nie wie jak spędzić dodatkowy urlop. Próbując sobie znaleźć zajęcie, nieustannie natrafia na swojego pracownika – Maliniaka. Przymusowy urlop męczy zarówno inżyniera, jak i całą jego rodzinę. |    |                                                  |                          |
| 9 | 9  | Rodzina, czyli obcy w domu                       | 2 grudnia 1975           |
| Do Magdy nieoczekiwanie przyjeżdża rodzina: ojciec (Władysław Hańcza), brat i bratowa (Ewa Milde). Brat – Antek (Janusz Gajos), informuje iż zamierza kupić samochód na giełdzie. W mieszkaniu Karwowskich robi się bardzo ciasno, gościom zaś nic się nie podoba. Cała rodzina Magdy nieustannie krytykuje Stefana i czyni mu uwagi. Antek proponuje szwagrowi by został jego pracownikiem i prowadził farmę kur na wsi. Stefan odmawia, tłumacząc się, iż jest potrzebny przy budowie Dworca Centralnego. Antek ostatecznie kupuje samochód i udaje się z ojcem i żoną z powrotem na wieś. Podczas podróży samochód ulega awarii, co zmusza Antka i pozostałych do powrotu do mieszkania Stefana. Antek obwinia Stefana, iż przez niego kupił wadliwy samochód oraz oświadcza, iż wraz z żoną i ojcem do czasu naprawy pojazdu będzie dalej mieszkał w mieszkaniu szwagra. |    |                                                  |                          |
| 10 | 10 | Pocztówka ze Spitsbergenu, czyli oczarowanie     | 23 grudnia 1975          |
| Magda na polecenie Gajnego (Wojciech Pokora) zostaje wysłana wraz z koleżanką na sympozjum do Jabłonny. Na miejscu okazuje się, iż sympozjum jest raczej atrakcją towarzyską aniżeli wydarzeniem naukowym, co irytuje Gajnego. Magda zostaje oczarowana przez profesora Koziełło (Jan Nowicki), który pomimo młodego wieku ma wiele osiągnięć w karierze zawodowej i piastuje ważne stanowisko przy ONZ. Magda po poznaniu profesora zaczyna krytykować Stefana, który na tle wybitnego uczonego wypada blado. Karwowski stara się zachowywać tak jak Koziełło. |    |                                                  |                          |
| 11 | 11 | Cudze nieszczęście, czyli świadek obrony         | 9 grudnia 1975           |
| Inżynier Bek (zastępca Karwowskiego) prosi go o przysługę. Bek podejrzewa, iż zdradza go żona, dlatego chciałby by Stefan ją śledził. Karwowski motywowany męską solidarnością spełnia prośbę, co naraża go na nieprzyjemne sytuacje. Karwowski zeznaje także na rozprawie rozwodowej Beków. |    |                                                  |                          |
| 12 | 12 | Nowy zastępca, czyli meteor                      | 30 grudnia 1975          |
| Nowym zastępcą inżyniera Karwowskiego zostaje młoda i urodziwa inżynier Urszula Nowowiejska (Grażyna Szapołowska), wywodząca się ze słynnej rodziny architektów. Jej obecność na budowie wprowadza zamieszanie, które dodatkowo potęguje niecodzienny styl bycia Nowowiejskiej. Odbywała ona staż w Japonii w firmie Mitsuko Suki, dlatego razi ją prymitywizm i bałaganiarstwo panujące na polskiej budowie. |    |                                                  |                          |
| 13 | 13 | Kozioł ofiarny, czyli rotacja                    | 6 stycznia 1976          |
| W związku z reorganizacją przedsiębiorstwa rozpoczyna się nabór na stanowisko dyrektora zjednoczenia. Proces rekrutacyjny przeprowadza komputer, który porównuje wszystkich kandydatów za pomocą skomplikowanego algorytmu. Nieoczekiwanie komputer wybiera inżyniera Karwowskiego na stanowisko nowego dyrektora. Nowi koledzy ze Stefana nabijają się z niego, nazywając go „komputerowym dyrektorem”. Inżynier jednak nie bacząc na docinki powoli wdraża się do nowej roli. |    |                                                  |                          |
| 14 | 14 | Sprawa Małkiewicza, czyli kamikadze              | 1 stycznia 1978          |
| Karwowski jako dyrektor Przedsiębiorstwa Robót Drogowych musi powołać kierownika na swój były odcinek. Najlepszym kandydatem wydaje się być inżynier Celej. Karwowski dowiaduje się jednak od kolegi z kierownictwa, iż kandydat był zamieszany w „sprawę Małkiewicza”. Stefan próbuje się dowiedzieć czego dotyczyła ta sprawa, nikt jednak nie pamięta szczegółów. Marek Karwowski zostaje usunięty ze szkoły w związku ze „sprawą syna Małkiewicza”. Dzięki synowi, Stefan ostatecznie trafia do samego Małkiewicza i wyjaśnia z nim rzekomą sprawę. Finalnie Małkiewicz zostaje zatrudniony jako nowy kierownik odcinka. |    |                                                  |                          |
| 15 | 15 | Kosztowny drobiazg, czyli rewizyta               | 8 stycznia 1978          |
| Państwo Karwowscy biorą udział w imprezie u dyrektora Powroźnego (Ryszard Pietruski). Żona Powroźnego, Celina (Alina Janowska), podczas imprezy pokazuje Magdzie swoje wielkie mieszkanie, urządzone w stylu orientalnym. Karwowska namawia męża na remont w ich mieszkaniu, po to by zorganizować w nim imprezę i zaprosić gości w ramach rewizyty. Po zakończeniu remontu, rodzina Karwowskich w sobotni wieczór, w napięciu oczekuje na przybycie gości. Ostatecznie jednak nikt się nie pojawia, poza sąsiadem Karolem, który nie wiedząc o przyjęciu, wpada by coś zjeść. |    |                                                  |                          |
| 16 | 16 | Gdzie byłaś, czyli Szekspir                      | 15 stycznia 1978         |
| Karwowski poświęca się pracy, przez co mało uwagi poświęca dzieciom. Pewnego dnia ze szkoły nie wraca Jagoda, co wywołuje panikę wśród całej rodziny. Karwowski martwi się, iż córka uciekła z domu po ostrej reprymendzie jaką dostała, po tym jak otrzymała dwójkę z geografii. Stefan szukając córki, odwiedza modne kluby oraz jej znajomych. Niezależnie od Stefana, Magda i Marek prowadzą swoje poszukiwania. Ostatecznie jednak Jagoda wraca do domu, nie mówiąc rodzicom gdzie była. Kobieta pracująca łączy zniknięcie córki z emisją sztuki Romeo i Julia w telewizji. |    |                                                  |                          |
| 17 | 17 | Cwana bestia, czyli kryształ                     | 22 stycznia 1978         |
| Karwowski zostaje wysłany służbowo do Budapesztu. Podczas podróży tłucze kryształowy wazon, który miał być prezentem dla gospodarzy. Stefan postanawia odkupić wazon na mieście, co okazuje się być zadaniem niemożliwym. Karwowski poznaje w Budapeszcie Witka (Witold Gałązka), brata Tośka Walendziaka, który lata na Węgry, po to by sprzedawać kryształ. Witek decyduje się odsprzedać Stefanowi jeden kryształ. Podczas wymiany prezentów z gospodarzami, Stefan otrzymuje identyczny kryształ, jak ten który wręcza. Ten prezent wkrótce także ulega jednak rozbiciu. |    |                                                  |                          |
| 18 | 18 | Gra wojenna, czyli na kwaterze                   | 26 grudnia 1977          |
| Karwowski zostaje wysłany na okresowe ćwiczenia wojskowe. Zostaje dowódcą kompanii i zostaje oddelegowany na zarządzany przez niego w cywilu odcinek budowy Trasy Toruńskiej. Na odcinku Maliniak zostaje wyznaczony na kierownika kompanii, stając się formalnie przełożonym Karwowskiego na czas ćwiczeń. Maliniak stara się wykorzystać nabytą przypadkiem władzę, by odegrać się na Stefanie. |    |                                                  |                          |
| 19 | 19 | Z dala od ludzi, czyli coś swojego               | 5 lutego 1978            |
| Były dyrektor Karwowskiego, Wardowski, namawia go do kupna działki rekreacyjnej pod Warszawą. Magda (która pochodzi ze wsi) jest zrozpaczona, iż jej mąż zamierza nabyć ziemię. Karwowski aby dostać prawa do działki, musi zdobyć zrzeczenie się własności od wdowy po poprzednim właścicielu. Kobieta stawia niecodzienne warunki, domagając się w zamian za zrzeczenie się własności, postawienie pomnika ku pamięci jej męża. Aby zdobyć fundusze na zakup działki Karwowski prosi o pomoc szwagra Antka. Karwowscy będąc na działce dowiadują się od kobiety pracującej, iż w ich sąsiedztwie ma powstać nowoczesny kompleks rekreacyjno-wypoczynkowy. |    |                                                  |                          |
| 20 | 20 | W obronie własnej, czyli polowanie               | 12 lutego 1978           |
| W związku z tym, iż nowy minister jest zapalonym myśliwym, w Zjednoczeniu zostaje założone koło łowieckie. Stefan zmuszony zostaje do udziału w polowaniu po wcześniejszym przeszkoleniu przez teścia. Stefan zabiera psa z którym kompletnie nie potrafi się porozumieć. W samym lesie inżynier zostaje pozostawiony samemu sobie. Spotyka po drodze Gajnego oraz Kobietę Pracującą, strzela niecelnie do człowieka, a pod koniec polowania zabija dzika, co ściąga na niego nieprzyjemności. Okazuje się, iż Stefan niecelnie strzelał do nowego ministra (Jerzy Ofierski), co gorsza wdał się z nim w pyskówkę (nie wiedząc z kim ma do czynienia). |    |                                                  |                          |
| 21 | 21 | Smuga cienia, czyli pierwsze poważne ostrzeżenie | 19 lutego 1978           |
| Stefan po kolejnej kłótni z Maliniakiem doznaje ataku serca i zostaje odwieziony do szpitala, powodując panikę wśród członków swojej rodziny. Inżynier na salę z trzema nietuzinkowymi mężczyznami (dróżnikiem pesymistą (Zygmunt Zintel), instruktorem narciarskim (Piotr Komorowski) oraz kelnerem (Wiesław Drzewicz)). Stefan odbywa ważną rozmowę z profesorem Zuberem (Zygmunt Fok), który tłumaczy mu iż tylko zmiana stylu życia pozwoli mu na wyjście z choroby. Powroźny mówi o chorobie Karwowskiego nowemu ministrowi, a ten postanawia odwiedzić swojego pracownika. Podczas wizyty Stefan stresuje się, bojąc iż minister skojarzy go z akcją w lesie (w odcinku 20). |    |                                                  |                          |